# Zmarli w listopadzie 2014

## Listopad 2014
- 30 listopada
  - Radwa Ashour – egipska pisarka[1]
  - Fred Catherwood – brytyjski polityk, przemysłowiec, publicysta, eurodeputowany I, II i III kadencji (1979–1994)[2]
  - Kent Haruf – amerykański pisarz[3]
  - Franciszek Stachewicz – polski motocyklista[4]
  - Wu Qingyuan – japoński gracz go chińskiego pochodzenia[5]
- 29 listopada
  - Halina Beyer-Gruszczyńska – polska koszykarka[6]
  - Brian Macdonald – kanadyjski tancerz i choreograf[7]
  - Mark Strand – amerykański poeta[8]
- 28 listopada
  - Roberto Gómez Bolaños – meksykański aktor, komik, dramaturg, pisarz, scenarzysta, kompozytor, reżyser i producent telewizyjny[9]
  - Jack Kyle – irlandzki rugbysta[10]
  - Lucidio Sentimenti – włoski piłkarz[11]
- 27 listopada
  - Wanda Błeńska – polska lekarka, misjonarka[12]
  - Wynn Chamberlain – amerykański artysta malarz, reżyser filmowy i pisarz[13]
  - Phillip Hughes – australijski krykiecista[14]
  - Phyllis Dorothy James – brytyjska pisarka[15]
  - Stanisław Mikulski – polski aktor[16]
  - Maria Roman Sławiński – polski sinolog[17]
  - Frank Yablans – amerykański producent filmowy, scenarzysta[18]
- 26 listopada
  - Malcolm Finlayson – szkocki piłkarz[19]
  - Mary Hinkson – amerykańska tancerka i choreograf[20]
  - János Konrád – węgierski piłkarz wodny[21]
  - Janusz Kubicki – polski aktor[22]
  - Edward Olszówka – polski piłkarz[23]
  - Sabah – libańska piosenkarka i aktorka[24]
- 25 listopada
  - Joanna Dunham – angielska aktorka[25]
  - Władimir Gundarcew – radziecki biathlonista[26]
  - Aurelio Milani – włoski piłkarz[27]
  - Tadeusz Skóra – polski sędzia i działacz partyjny, prezes Sądów Wojewódzkich w Białymstoku i Lublinie, wiceminister sprawiedliwości (1972–1989)[28]
  - Krzysztof Urbanowicz – polski piłkarz[29]
- 24 listopada
  - Erzsébet Balázs – węgierska gimnastyczka[30]
  - Tadeusz Kosarewicz – polski scenograf filmowy[31]
  - John Neal – angielski piłkarz, trener[32]
  - Peter Rosser – brytyjski kompozytor[33]
  - Wiktor Tichonow – radziecki hokeista, rosyjski trener hokejowy[34]
- 23 listopada
  - Marion Barry – amerykański polityk[35]
  - Dorothy Cheney – amerykańska tenisistka[36]
  - Iwona Kamińska – polska charakteryzatorka filmowa[37]
  - Joseph F. Maguire – amerykański biskup katolicki[38]
  - Clive Palmer – angielski muzyk folkowy grający na bandżo, założyciel grupy Incredible String Band[39]
  - Pat Quinn – kanadyjski hokeista, trener[40]
  - Ałła Sizowa – rosyjska tancerka baletowa[41]
- 22 listopada
  - Fiorenzo Angelini – włoski duchowny katolicki, kardynał[42]
  - Claire Barry – amerykańska piosenkarka jazzowa żydowskiego pochodzenia, znana z duetu The Barry Sisters[43]
  - Maciej Popko – polski orientalista, hetytolog, profesor w Wydziale Orientalistycznym Uniwersytetu Warszawskiego, taternik, alpinista[44]
  - Ian Thomson – szkocki rugbysta[45]
- 20 listopada
  - Arthur Butterworth – angielski kompozytor, dyrygent, pedagog[46]
  - María del Rosario Cayetana Fitz-James Stuart y Silva – hiszpańska arystokratka[47]
  - Samuel Klein – polski przedsiębiorca żydowskiego pochodzenia[48]
  - Jorge Zorreguieta – argentyński polityk, minister rolnictwa, ojciec królowej Niderlandów Maksymy[49]
- 19 listopada
  - Jeremiah Coffey – australijski biskup katolicki[50]
  - Mike Nichols – amerykański reżyser i producent filmowy[51]
- 18 listopada
  - Dave Appell – amerykański muzyk, aranżer i producent muzyczny[52]
  - Alojzy Józekowski – żołnierz Polskich Sił Zbrojnych na Zachodzie, major łączności, cichociemny[53]
  - Ahmad al-Lauzi – jordański polityk, premier Jordanii w latach 1971–1973[54]
- 17 listopada
  - Bill Frenzel – amerykański polityk, republikanin[55]
  - Stanisław Majcher – polski piłkarz[56]
  - Ilija Pantelić – jugosłowiański piłkarz[57]
  - Jimmy Ruffin – amerykański piosenkarz soul i pop[58]
  - Ray Sadecki – amerykański baseballista[59]
- 16 listopada
  - Babak Ghorbani – irański zapaśnik[60]
  - Wacław Janas – polski dyplomata, wiceminister kultury[61]
  - Jadwiga Piłsudska – polska pilotka wojskowa, porucznik Wojska Polskiego, architekt, córka Józefa Piłsudskiego[62]
  - Carl Sanders – amerykański polityk, demokrata[63]
  - José Luis Viejo – hiszpański kolarz szosowy[64]
- 15 listopada
  - Bunny Briggs – amerykański tancerz i perkusjonista[65]
  - Mary Alison Glen-Haig – brytyjska florecistka[66]
  - Dessie Hughes – irlandzki dżokej i trener[67]
  - Henryk Jachimowski – polski poeta[68]
  - Valéry Mézague – kameruński piłkarz[69]
- 14 listopada
  - Henri Brincard – francuski biskup katolicki[70]
  - Diem Brown – amerykańska prezenterka telewizyjna[71]
  - Jane Byrne – amerykańska polityk, demokratka[72]
  - Glen A. Larson – amerykański scenarzysta i producent filmowy[73]
- 13 listopada
  - Krystian Czernichowski, polski koszykarz (ur. 1930)
  - María José Alvarado – honduraska modelka, miss Hondurasu[74]
  - Krystian Czernichowski – polski koszykarz[75]
  - Alvin Dark – amerykański baseballista[76]
  - Alexander Grothendieck – francuski matematyk[77]
  - Krišjānis Peters – łotewski polityk, minister transportu (2006)[78]
- 12 listopada
  - Ravi Chopra – indyjski reżyser filmowy[79]
  - Warren Clarke – angielski aktor[80]
  - Zbigniew Flont – polski siatkarz i trener siatkówki[81]
  - Richard Pasco – angielski aktor[82]
  - Marge Roukema – amerykańska polityk, republikanka[83]
  - Jadwiga Sambor – polska filolog, językoznawca[84]
  - Wiktor Serebrianikow – ukraiński piłkarz i trener, były reprezentant ZSRR[85]
- 11 listopada
  - Big Bank Hank – amerykański raper[86]
  - John Doar – amerykański prawnik[87]
  - Zygmunt Sierakowski – polski aktor teatralny i filmowy[88]
  - Donald F. Steiner – amerykański biochemik[89]
  - Jim Storrie – szkocki piłkarz[90]
  - Carol Ann Susi – amerykańska aktorka[91]
- 10 listopada
  - Tałgat Bigeldinow – rosyjski pilot wojskowy, generał-major[92]
  - Guram Gugeniszwili – gruziński kick-bokser, zawodnik MMA[93]
  - John Hans Krebs – amerykański polityk[94]
  - Marek Sobczak – polski artysta kabaretowy, jeden z twórców kabaretu Klika[95]
  - Ken Takakura – japoński aktor[96]
- 9 listopada
  - Juan Antonio Flores Santana – dominikański arcybiskup rzymskokatolicki[97]
  - Saud ibn Muhammed Al Sani – katarski książę, minister kultury[98]
- 8 listopada
  - Phil Crane – amerykański polityk, republikanin[99]
  - Mette Groes – duńska polityk i pracownica socjalna, eurodeputowany[100]
  - Hannes Hegen – niemiecki ilustrator i karykaturzysta[101]
  - Hugo Sánchez Portugal – meksykański piłkarz[102]
  - Zbigniew Puchalski – polski żeglarz[103]
  - Ernie Vandeweghe – kanadyjski koszykarz[104]
- 6 listopada
  - Maggie Boyle – angielska piosenkarka i flecistka folkowa[105]
  - Janusz Osęka – polski pisarz, satyryk[106]
  - Aleksander Wołos – polski rysownik, portrecista i malarz[107]
- 5 listopada
  - Aleksiej Dewotczenko – rosyjski aktor[108]
  - Roy Hartle – angielski piłkarz[109]
  - Wladimir Mowsisjan – armeński polityk[110]
  - Jack Nelson – amerykański pływak, trener pływania[111]
  - Manitas de Plata – cygański wirtuoz gitary[112]
- 4 listopada
  - Leszek Frąckowiak – polski naukowiec, specjalista w dziedzinie elektrotechniki[113]
  - Harry Pearson – amerykański dziennikarz i audiofil, założyciel pisma The Absolute Sound[114]
  - Richard Schaal – amerykański aktor[115]
  - James Mwewa Spaita – zambijski arcybiskup rzymskokatolicki[116]
  - Jerzy Tomaszewski – polski historyk, politolog[117]
  - Eutymiusz (Luca) – rumuński biskup prawosławny[118]
- 3 listopada
  - Nina Timofiejewa – rosyjska tancerka baletowa[119]
  - Gordon Tullock – amerykański ekonomista, współtwórca i jeden z czołowych przedstawicieli szkoły wyboru publicznego[120]
- 2 listopada
  - Acker Bilk – brytyjski klarnecista, kompozytor, wokalista i kierownik zespołu jazzowego[121]
  - Veljko Kadijević – jugosłowiański wojskowy[122]
  - Andrzej Tenderowicz – polski samorządowiec i prawnik, burmistrz Sandomierza (1998–2002)[123]
- 1 listopada
  - Joel Barnett – brytyjski polityk[124]
  - Gustau Biosca – hiszpański piłkarz[125]
  - Beverly Blossom – amerykańska tancerka, choreograf, pedagog[126]
  - Władysław Bochnak – polski duchowny katolicki, teolog[127]
  - Donald Saddler – amerykański choreograf, tancerz i reżyser teatralny[128]
  - Janusz Sławiński – polski teoretyk i historyk literatury[129]
  - Wayne Static – amerykański gitarzysta, członek zespołu Static-X[130]